# Olivia Rodrigo
Olivia Isabel Rodrigo, född 20 februari 2003 i Murrieta, Kalifornien, är en amerikansk skådespelerska, sångerska och låtskrivare. Hon är känd för rollerna som Paige Olvera i Disney Channel-serien Bizaardvark och Nini Salazar-Roberts i Disney+-serien High School Musical: The Musical: The Series. 2020 fick hon skivkontrakt med Interscope och Geffen Records och i januari 2021 släppte hon sin debutsingel "Drivers License" som hamnade på plats nummer 1 i flera olika länder runtom i världen. Hennes debutalbum Sour släpptes den 21 maj 2021 och Guts släpptes den 8 september 2023.

## Biografi
Olivia Isabel Rodrigo föddes den 20 februari 2003 på Rancho Springs Medical Center i Murrieta, Kalifornien, av hennes filippinska pappa (Ronald) och tysk-irländska mamma (Sophia). Rodrigo föddes halvdöv i hennes vänstra öra. Rodrigo började ta sånglektioner på dagis och lärde sig spela piano strax efter. Hon började ta skådespels- och sånglektioner vid sex års ålder samt spelade i teaterproduktioner vid Lisa J. Mails Elementary School och Dorothy McElhinney Middle School. Rodrigo spelade gitarr vid 12 års ålder. Rodrigo blev intresserad av låtskrivande efter att ha lyssnat på countrymusik, särskilt den amerikanska singer-songwriteren Taylor Swift. Hon flyttade till Los Angeles när hon fick sin roll på Bizaardvark.
Rodrigos musikstil har beskrivits som pop, poprock, tonårspop, indiepop, alternativ pop och tuggummipop. Hon har Taylor Swift och Lorde som sina idoler och främsta musikaliska inspirationskällor. Andra artister Rodrigo anser har haft stort inflytande på hennes musik är bland andra Alanis Morissette, Kacey Musgraves, Fiona Apple, St. Vincent, Cardi B,  Christina Aguilera, Britney Spears och Gwen Stefani.
Rodrigo avslöjade att hon valde att skriva kontrakt med Interscope/Geffen Records eftersom dess VD berömde hennes låtskrivande. Musikjournalisten Laura Snapes kallade Rodrigo en portalfigur för en ny våg av låtskrivare som lutar mot powerballader.
Vid MTV Video Music Awards 2021 vann Rodrigo tre priser, årets "push performance", årets nya artist, samt årets låt för låten "Drivers license".

## Karriär

### 2015–2019: Tidig karriär ochHigh School Musical: The Musical: Series
Rodrigo dök först upp i tv-rutan i en Old Navy-reklamfilm. Strax efter 2015, vid elva eller tolv års ålder, debuterade hon som skådespelare i huvudrollen som Grace Thomas i  An American Girl: Grace Stirs Up Success. År 2016 fick Rodrigo uppmärksamhet för att ha spelat huvudrollen som Paige Olvera, gitarrist i Disney Channel-serien Bizaardvark, en roll hon spelade i tre säsonger. 
I februari 2019 fick hon rollen som Nini Salazar-Roberts i Disney+ -serien High School Musical: The Musical: The Series, som hade premiär i november samma år. Rodrigo  skrev två låtar åt seriens soundtrack; "All I Want" och "Just for a Moment" med Joshua Bassett. Rodrigo hyllades för sin prestation. Joel Keller från Decider beskrev henne som "särskilt magnetisk".

## Diskografi

### Album
- Sour (2021)
- Guts (2023)

### Singlar (i urval)
- "Drivers Licence" (2021)
- "Deja Vu" (2021)
- "Good 4 U" (2021)
- "Traitor" (2021)
- "Brutal" (2021)
- "Vampire" (2023)

## Priser och utmärkelser (i urval)

### MTV Video Music Awards 2021
- Årets "push performance"
- Årets låt (för "Drivers License")
- Bästa nya artist[45]

## Filmografi (i urval)
- 2016–2019 – Bizaardvark (TV-serie)
- 2017 – New Girl (TV-serie)
- 2019–2022 – High School Musical: The Musical: The Series (TV-serie)
- 2022 – Driving home 2 U[46]